# Karla-Krater
Der Karla-Krater ist ein durch einen Meteoriteneinschlag entstandener, an der Erdoberfläche sichtbarer Impaktkrater in der russischen Republik Tatarstan.
Sein Durchmesser beträgt 10 km und sein Alter wird auf 5 ± 1 Millionen Jahre geschätzt.
Der Krater liegt westlich der Kleinstadt Buinsk nahe der Grenze zu Tschuwaschien. Er wurde nach dem Flüsschen Karla benannt, das nahe Buinsk in den rechten Wolga-Nebenfluss Swijaga mündet (russisch Карлинский кратер/Karlinski krater).